# Šambron
Šambron (slowakisch bis 1927 „Šanbron“; deutsch Schönbrunn, ungarisch Feketekút) ist eine Gemeinde im Nordosten der Slowakei mit 358 Einwohnern (Stand 31. Dezember 2024), die zum Okres Stará Ľubovňa, einem Teil des Prešovský kraj, gehört und zur traditionellen Landschaft Šariš gezählt wird.

## Geographie
Die Gemeinde befindet sich in einem als Spišsko-šarišské medzihorie bezeichneten Zwischengebirge zwischen dem Popradtal nördlich und den Leutschauer Bergen südlich des Ortes. Durch Šambron fließt der Bach Šambronka, der höchste Berg an der dem Ort zugewandten Seite der Leutschauer Berge heißt Siminy (1287 m n.m.). Kleinere Teile des Gemeindegebiets ziehen sich in das 2011 abgeschaffte Militärgelände Javorina hinein. Das Ortszentrum liegt auf einer Höhe von 672 m n.m. und ist 14 Kilometer von Stará Ľubovňa entfernt.
Nachbargemeinden sind Plavnica im Norden, Hromoš im Nordosten, Bajerovce im Südosten, auf einem kurzen Stück Tichý Potok im Süden und Jakubany im Westen.

## Geschichte

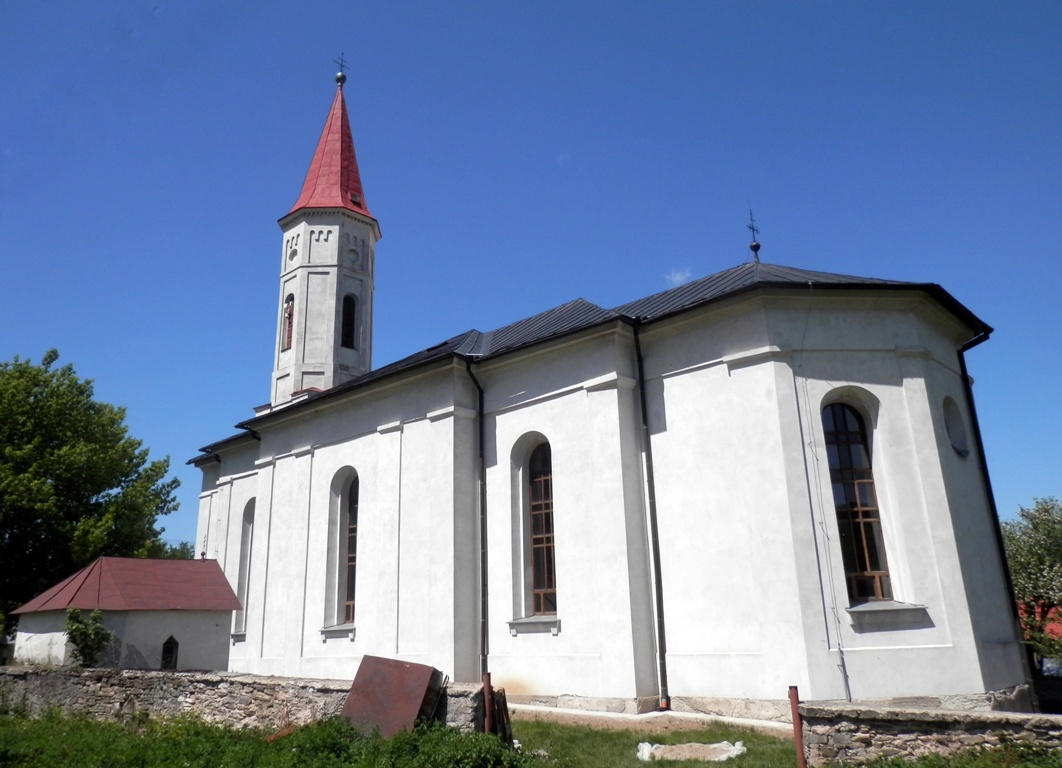
Kirche von Šambron

Šambron wurde irgendwann nach 1366 nach deutschem Recht gegründet und erscheint namentlich zum ersten Mal im Jahre 1411 als Feketekwth, ein weiterer mittelalterlicher Name ist Swarcbron (1470). Das Dorf gehörte zum Herrschaftsgut von Brezovica und 1427 war dort eine Steuer von 16 Porta fällig. Gegen 1500 wurde es von russinischsprachiger Bevölkerung besiedelt, daher entstand hier ein orthodoxes Gotteshaus, das 1872 zur griechisch-katholischen Kirche neu gewidmet wurde.
1787 zählte man 60 Häuser und 485 Einwohner und 1828 119 Häuser und 878 Einwohner, die in Forst- und Landwirtschaft, Getreide- und Viehhandel, Schaf- und Viehhaltung sowie als Gerber und Pelzverarbeiter beschäftigt waren.
Bis 1918 gehörte der im Komitat Sáros liegende Ort zum Königreich Ungarn und kam danach zur Tschechoslowakei beziehungsweise heute Slowakei. Während der Kriegshandlungen zu Ende des Zweiten Weltkriegs fielen 145 Häuser einem Brand zum Opfer; aus dem ausgebrannten Dorf wanderten einige Einwohner in Gemeinden wie Chmeľnica, Lomnička, Hniezdne und Podhorany aus.

## Bevölkerung
| Jahr                | 1994 | 2004     | 2014    | 2024    |
| ------------------- | ---- | -------- | ------- | ------- |
| Anzahl der Personen | 480  | 429      | 394     | 358     |
| Unterschied         |      | −10,62 % | −8,15 % | −9,13 % |

| Jahr                | 2023 | 2024    |
| ------------------- | ---- | ------- |
| Anzahl der Personen | 369  | 358     |
| Unterschied         |      | −2,98 % |

Gemäß der Volkszählung 2011 wohnten in Šambron 410 Einwohner, davon 310 Slowaken, 77 Russinen, ein Serbe sowie zwei Einwohner anderer Ethnie. 20 Einwohner machten keine Angabe. 360 Einwohner bekannten sich zur griechisch-katholischen Kirche, 17 Einwohner zur römisch-katholischen Kirche, sieben Einwohner zur evangelischen Kirche A. B. und drei Einwohner zur orthodoxen Kirche. Zwei Einwohner waren konfessionslos und bei 21 Einwohnern ist die Konfession nicht ermittelt.
Ergebnisse gemäß der Volkszählung 2001 (437 Einwohner):
| Nach Ethnie: - 94,05 % Slowaken - 4,58 % Russinen - 1,14 % Ukrainer | Nach Konfession: - 96,57 % griechisch-katholisch - 2,75 % römisch-katholisch - 0,46 % keine Angabe - 0,23 % konfessionslos |

## Bauwerke
- griechisch-katholische Jungfrau-Maria-Kirche aus dem Jahr 1872, ersetzte eine orthodoxe Kirche